# Dakota County (Minnesota)
 For alternative betydninger, se Dakota County. (Se også artikler, som begynder med Dakota County)
Dakota County er et county i den amerikanske delstat Minnesota. Amtet ligger i de sydøstlige del af delstaten og grænser op til Ramsey County i nord, Washington County i nordøst, Goodhue County i sydøst, Rice County i sydvest, Scott County i vest og mod Hennepin County i nordvest. Amtet har også grænser til delstaten Wisconsin i øst.
Dakota totale areal er 1.519 km² hvoraf 43 km² er vand. I 2000 havde amtet 355.904 indbyggere. Amtets administration ligger i byen Hastings.
Amtet blev grundlagt i 1849 og har fået sit navn efter Dakota-indianerne.

## Demografi
Ifølge folketællingen fra 2000 boede der 355.904 personer i amtet. Der var 131.151 husstande med 94.035 familier. Befolkningstætheden var 625 personer pr. km². Befolkningens etniske sammensætning var som følger: 91,36% hvide, 2,27% afroamerikanere.
Der var 131.151 husstande, hvoraf 40,00% havde børn under 18 år boende. 59,20% var ægtepar, som boede sammen, 9,10% havde en enlig kvindelig forsøger som beboer, og 28,30% var ikke-familier. 21,70% af alle husstande bestod af enlige, og i 5,50% af tilfældende boede der en person som var 65 år eller ældre.
Gennemsnitsindkomsten for en hustand var $61.863 årligt, mens gennemsnitsindkomsten for en familie var på $71.062 årligt.